# Kós Lajos
Kós Lajos (Budapest, 1924. december 19. – Pécs, 2008. február 5.) Jászai Mari-díjas magyar báb- és grafikusművész, bábtervező, színházi rendező, a pécsi Bóbita Bábszínház alapítója. Szüleit nem ismerte, nevelőszülők nevelték.
Kétszer nősült, első házasságából két fia született Gábor (1956-) és Péter (1959-)

## Tanulmányai
Kamaszként kitanulta a férfiszabóságot, majd a szűcsmesterséget. Koffán Károly Erzsébet téri szabadiskolájában rajzot tanult, linómetszeteket, fametszeteket készített. 1943-tól a Képzőművészeti Főiskolán tanult festészetet, majd Berény Róbert javaslatára Varga Nándor Lajos grafikai osztályában folytatta tanulmányait.

## Szakmai pályája
A Képzőművészeti Főiskola elvégzése után főiskolai tanársegéd, majd a Népművelési Intézet munkatársa volt. 1949-ig grafikusként könyvillusztrációkat, program- és műsorfüzeteket készített. Már felsőfokú tanulmányai alatt foglalkozott bábjátékkal. 1961-től Pécsett élt, ekkor csatlakozott a pécsi bábszakkörhöz, amely még abban az évben – fennállásának 10. évfordulóján – felvette Weöres Sándor egyik költeménye után a Bóbita nevet. A Bóbita Bábegyüttes és jogutódja, a Bóbita Bábszínház alapítója. Első sikerét a Bóbitával az 1965-ös Ki Mit Tud? győzelem jelentette. A tettvággyal és lelkesedéssel teli fiatal képzőművész átalakította az addigi hagyományos színpadot, új, korszerű darabokat, ezek bemutatásához pedig szintén lelkes, nyitott új tagokat keresett a bábcsoportba. Kós Lajos bábszínháza a zenei és látványelemeket helyezte előtérbe a gyermekeknek és a felnőtteknek szóló előadások esetében egyaránt. Kialakított egy sajátos, csak rá jellemző bábszínházi formanyelvet, amelyben számos, egymástól különböző bábtechnika és a klasszikustól a kortárs zenéig minden műfaj képviseltette magát. Kós Lajos nemcsak létrehozta modern, szokatlan előadásait, hanem a befogadásukra fogékony közönséget is megkereste. Termékeny kapcsolatokat alakított ki a társművészetek helyi képviselőivel – zeneművészekkel, képzőművészekkel, grafikusokkal, építészekkel, írókkal. Önálló fény- és hangtechnikai műszaki fejlesztéseket valósított meg. Több bábjátékos tankönyv szerzője, illetve társszerzője. 1981-től 1989-ben történt nyugdíjba vonulásáig a Bóbita Bábszínház művészeti vezetőjeként tevékenykedett.

## Főbb bábtervei és rendezései
- Rómeó és Júlia (kézpantomim, 1967)
- Emberke (bábpantomim Mészöly Miklós szövegére, 1970)
- Bartók Béla: A kékszakállú herceg vára (1971)
- Muszorgszkij: Egy kiállítás képei (bábpantomim, 1973)
- Lemminkainen anyja (bábpantomim, 1976)
- Bolero (1980)
- Bóbita show (1980)
- Balázs Béla – Bartók Béla: A fából faragott királyfi (bábpantomim, 1981)
- Kodály Zoltán: Háry-szvit (kézpantomim, 1982)
- Sztravinszkij: Pulcinella (kézpantomim, 1982)
- Operasaláta (1983)

## Kitüntetései
- Jászai Mari-díj (1986)
- Nemzetközi Bábművész Szövetség UNIMA diploma (1973, 1989, 1994)
- Blattner Géza-érem (1973)
- Magyar Köztársasági Érdemrend Kiskeresztje (polgári tagozat) (1995)[7]

## Művei
- A bábjátszás Magyarországon (Művelt Nép Könyvkiadó, Budapest, 1955)
- A bábjáték technikája (Művelt Nép Tudományos és Ismeretterjesztő Kiadó, Budapest, 1956)
- A bábfesztivál tanulságai (Művelt Nép Könyvkiadó, Budapest)
- Bábjátékos oktatás – A bábszínház technikája – Szcenika I-V. (Népművelési Propaganda Iroda, Budapest)
- Kéz és mozgás – Bábanatómia (Népművelési Propaganda Iroda, Budapest, 1982)
- A Bóbita (Pannónia Könyvek, Pécs, 1993, ISBN 963 7272 68 2)

## Kapcsolódó szócikk
- Bóbita Bábszínház